# 寫信給聖誕老人

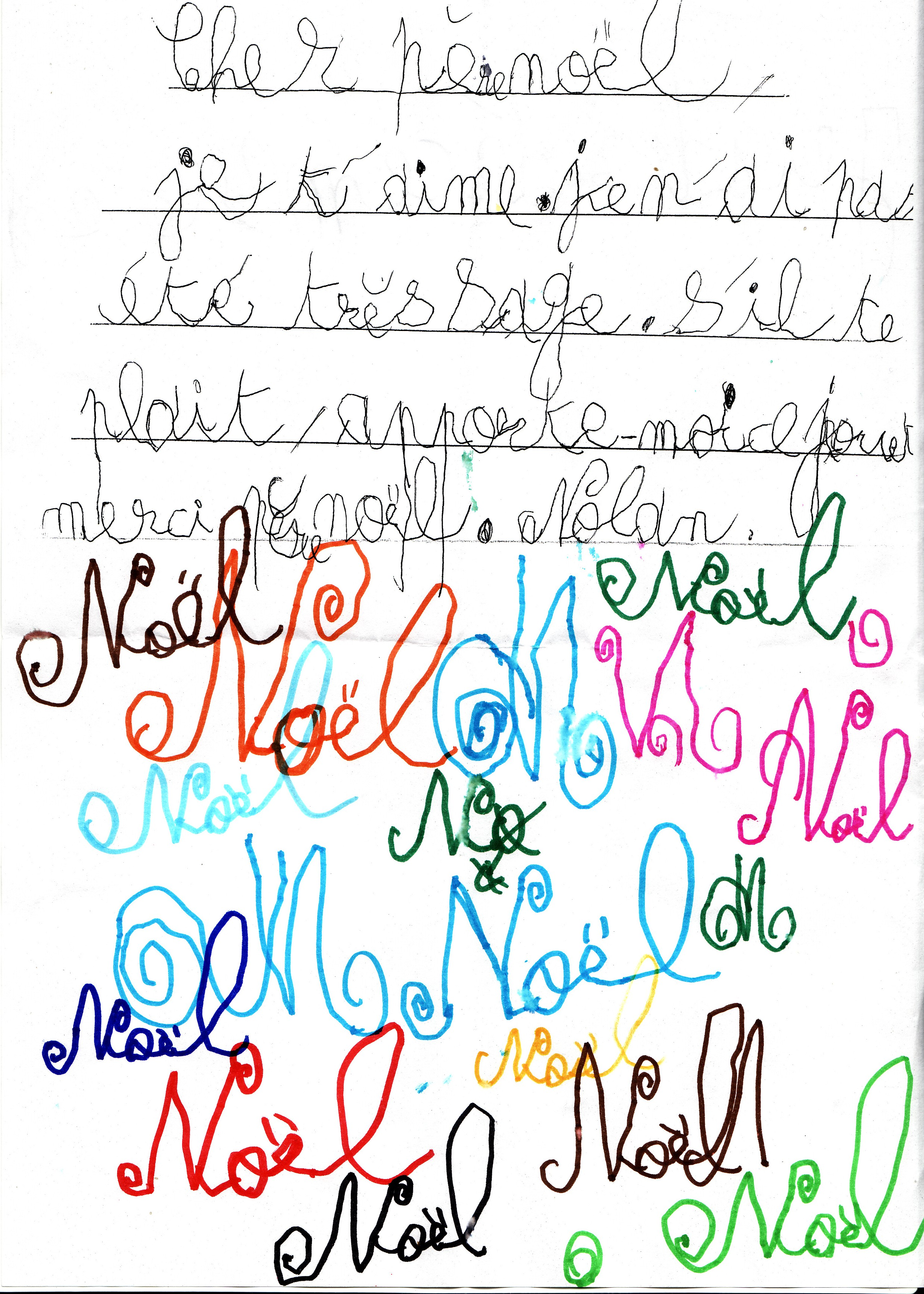
一封寫給聖誕老人的信。

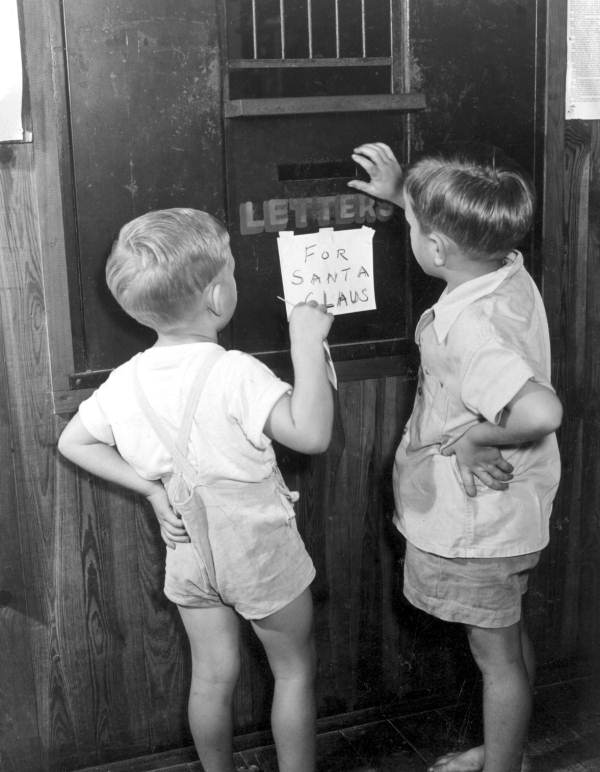
美國佛羅里達州的兩名小孩將寫給聖誕老人的信投入信箱，攝於1947年。

寫信給聖誕老人（英語：Letter writing to Santa）是聖誕節的一個傳統，世界各地不少孩子們通常會在聖誕節期間寫信給聖誕老人，也有一些學校會在聖誕節時讓小學生們寫信給聖誕老人。據國際電信聯盟統計，每年全球都會有數百萬封寫給聖誕老人的信。
不少國家的郵政皆有提供回覆給聖誕老人信件的服務，由郵政員工或是志願者以聖誕老人的口吻回信，有的國家如德國還設立了聖誕郵局。假如寄信者並未在信封上註明回郵地址的話，「聖誕老人」就無法回信。聖誕老人回信這種機制最早是源自於芬蘭的聖誕老人村，後來各國郵政亦陸續跟進。
通常孩子們會以「親愛的聖誕老人」（Dear Santa）做為信的開頭，在信中敘述自己一年內做過的好事，最後表明所需要的禮物。

## 各地情形
- 從1912年起，美國郵政便開始實施「寫信給聖誕老人」的活動[7][8]。每年聖誕節將至之時，不少州的郵局都會展開行動，招募志願者幫忙回覆那些寫給圣诞老人的信件[1]。
- 芬蘭聖誕老人村每年大約都會收到50萬封給聖誕老人的信件，大多數來自中國、波蘭和義大利[9]。
- 在加拿大，加拿大郵政從1986年開始提供聖誕老人回信的服務，每年收到100多萬封寫給聖誕老人的信[10]，該國聖誕老人專屬的郵遞區號是「H0H 0H0」[6]。由於許多人認為加拿大是聖誕老人的故鄉，所以幾乎所有寄給加拿大聖誕老人的信都會得到回覆[11]。2017年，為避免有孩子收到重複的回信，加拿大郵政依班級統一回覆那些在學校集體寫信給聖誕老人的孩子[12]。加拿大駐台辦事處曾稱加拿大的聖誕老人是全世界最快回信的，最快兩周之後寄信者就收到回信[13]。
- 在法國，寄信者可至相關網站內為聖誕老人的各部分填色，之後再留言及留下聯絡方式，「聖誕老人」不久後即會回信[5]。
- 英國皇家郵政亦有提供聖誕老人回信的服務[5]。
- 在香港，每年香港郵政署都會收到並回復上萬封寫給聖誕老人的信件[14]。
- 在紐西蘭，紐西蘭郵政（英语：New Zealand Post）設立了專屬網站，讓寄信者在網上寄出信件，並可選擇使用電子郵件或是實體郵件回覆[5][15]。
- 在德國從1984年開始有聖誕老人回信的服務，當時海梅爾堡邮局收到了两份寫給聖誕老人的信，郵局員工便以聖誕老人名義回信[16]。至今，德國郵政在國內設置了不少專屬信箱，鼓勵孩子們寫信給聖誕老人，信箱分為三種：聖尼可拉斯、聖誕老人與耶穌小孩[6]。德國國內有數間聖誕郵局，每年聖誕節都會收到大量來自全球各地寫給聖誕老人的信[17][18]，其中有不少來自中國大陆、香港和台灣[19][20]。
- 在澳洲，據統計：光在2016年該國的孩子們就寫了超过13萬封信給聖誕老人。2017年，澳洲郵政推出了「圣诞邮件」的服務，讓大多數孩子都能夠收到聖誕老人的回信[11]。

## 外部連結
- emailsanta.com （页面存档备份，存于）（英文）
- Write to Santa with NZ Post（英文）